# Graella

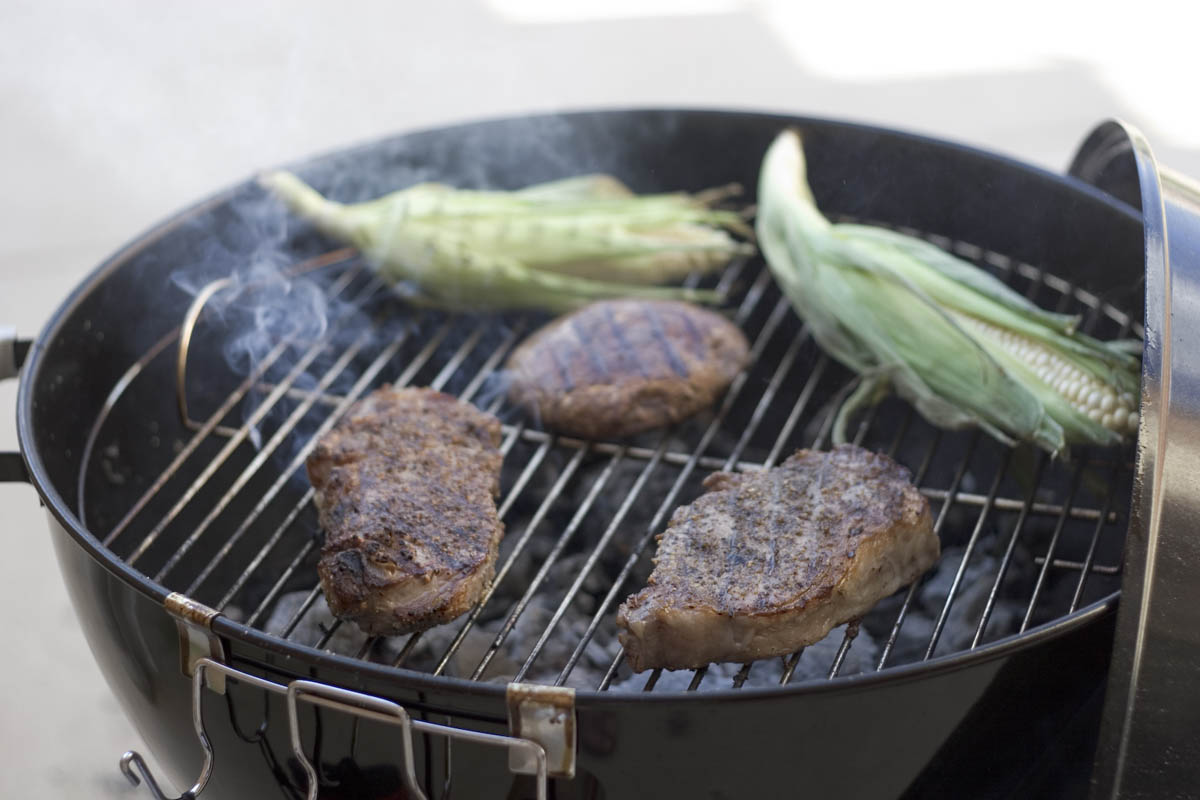
Aliments sobre una graella.

Es coneix com a graelles (usat generalment en plural) l'estri de ferro amb forma d'engraellat col·locat en un bastiment del mateix material, que es posa damunt del foc i a sobre del qual s'hi posa menjar, especialment carn o peix, per rostir o torrar.
Permet de tenir el menjar a una distància prudencial del foc o les brases. Els aliments reben calor lentament, i una vegada que les carns estan a punt, s'acosta una mica més les graelles a la font de calor. Així s'obté que la part externa de les carns es tornin d'una color més daurada, cosa que dona una millor presentació, a més de restar cruixent i eliminar possibles greixos residuals. La carn preparada sobre graelles és especialment típica en les gastronomies  argentina,  xilena, uruguaiana i  paraguaiana.

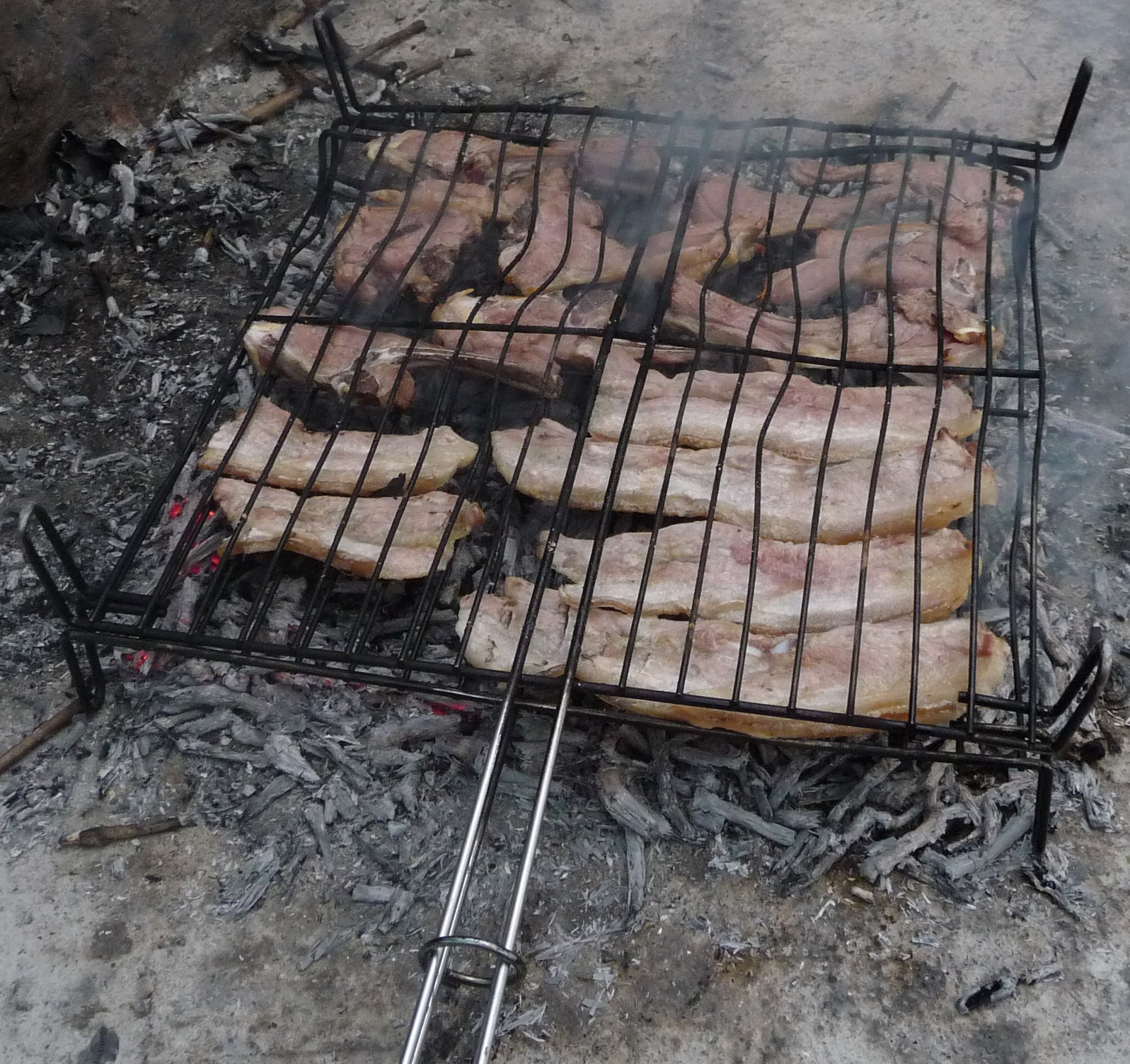
Graella tancada amb mànec i potes per les dues cares.

Existeixen graelles plegables per facilitar la volta de diverses peces d'aliment alhora.